# Mercè Enrich i Otero
Mercè Enrich i Otero estudià a l'Escola de Bibliotecàries que va fundar la Mancomunitat de Catalunya. Començà la seva carrera com a auxiliar de la biblioteca popular de Valls el 17 de juliol de 1919. Treballà amb Maria Solsona i Suñer que ocupà en aquells anys el càrrec de directora.
Com a auxiliar de la Biblioteca Popular de Valls, Mercè Enrich va donar unes lliçons d'història de Catalunya a les nenes del Pomell de Joventut "Flor de Neu" de Valls, el 16 d'agost de 1920. El 22 d'abril de 1922 va passar a ocupar el càrrec de directora de la Biblioteca Popular de Valls, ja que la seva companya Maria Solsona i Suñer va decidir renunciar-hi. Mercè Enrich dirigí el centre fins al 27 de març de 1926, quan va ser nomenada coordinadora de la Central de Biblioteques de la província de Tarragona, en reconeixement de la seva bona feina.